# Conquest of the Crystal Palace
 (novembre 2015).
Conquest of the Crystal Palace  (connu au Japon sous le nom Matendo Douji  (魔天童子)) est un jeu vidéo de plates-formes à thème fantastique en 2D développé et édité par Quest au Japon en août 1990, et édité par Asmik en Amérique du Nord la même année, sur NES.

## Synopsis
Dans le Royaume en paix du Palais de Cristal (Crystal Palace), le roi Bretor et la reine Zyla donnent naissance au prince Farron. Malheureusement les rumeurs de la prospérité du Royaume se propagent jusqu'au maléfique Zaras des plateaux de l'Est, qui parvient à conquérir le Palais grâce à un subterfuge. Il fait disparaitre le roi et la reine, transforme Farron en bébé et Zapolis, le gardien du Palais, en chien. Le Palais de Cristal devient un lieu de cauchemar. Lorsque le jeune prince samouraï atteint l'âge de 15 ans, il part reconquérir le Palais avec l'aide de son chien Zap et de son katana,.

## Système de jeu
Le jeu est composé de 5 niveaux, dans l'ordre : Mount Crystal, Realm of the Guardian, Lair of Hungry Ghosts, Gateway of Flame et Realm of Jealous Ghosts. Au départ de la quête, le joueur doit choisir un crystal parmi trois pour l'obtention d'un pouvoir spécifique: Life  (barre de vie allongée), Flight (capacité de saut), Spririt (boule de feu). Le chien Zap peut être sifflé et il attaque alors les ennemis autour du héros. Le système de jeu a été comparé à  celui de Ninja Gaiden, et la présence d'un chien compagnon à celui de Shadow Dancer.
Au cours du jeu, le héros peut se réapprovisionner en objets et en armes à la boutique Kim's Astral Mart. Kim fournit aussi des nouvelles précieuses pour la progression du héros via la chaine d'information QNN.
Le jeu a fait l'objet de censure pour le marché Nord-américain, et le nom des personnages de l'édition originale japonaise ont été modifiés: Tendou devient Farron, Lin devient Kim, Kaimei devient Zaras, et le chien Zap est nommé seulement dans la version nord-américaine. 

## Accueil
Le jeu, bien que méconnu, a reçu des critiques très positives.